# AIR-G'農Lands
『AIR-G'農Lands』は、エフエム北海道（AIR-G'）で放送されている、農業に関する情報を伝えるラジオ番組。